# Monte Cerreto (Borbona)
Monte Cerreto è un rilievo degli Appennini centrali che si trova nel Lazio, nella provincia di Rieti, nel comune di Borbona.